# Sallust

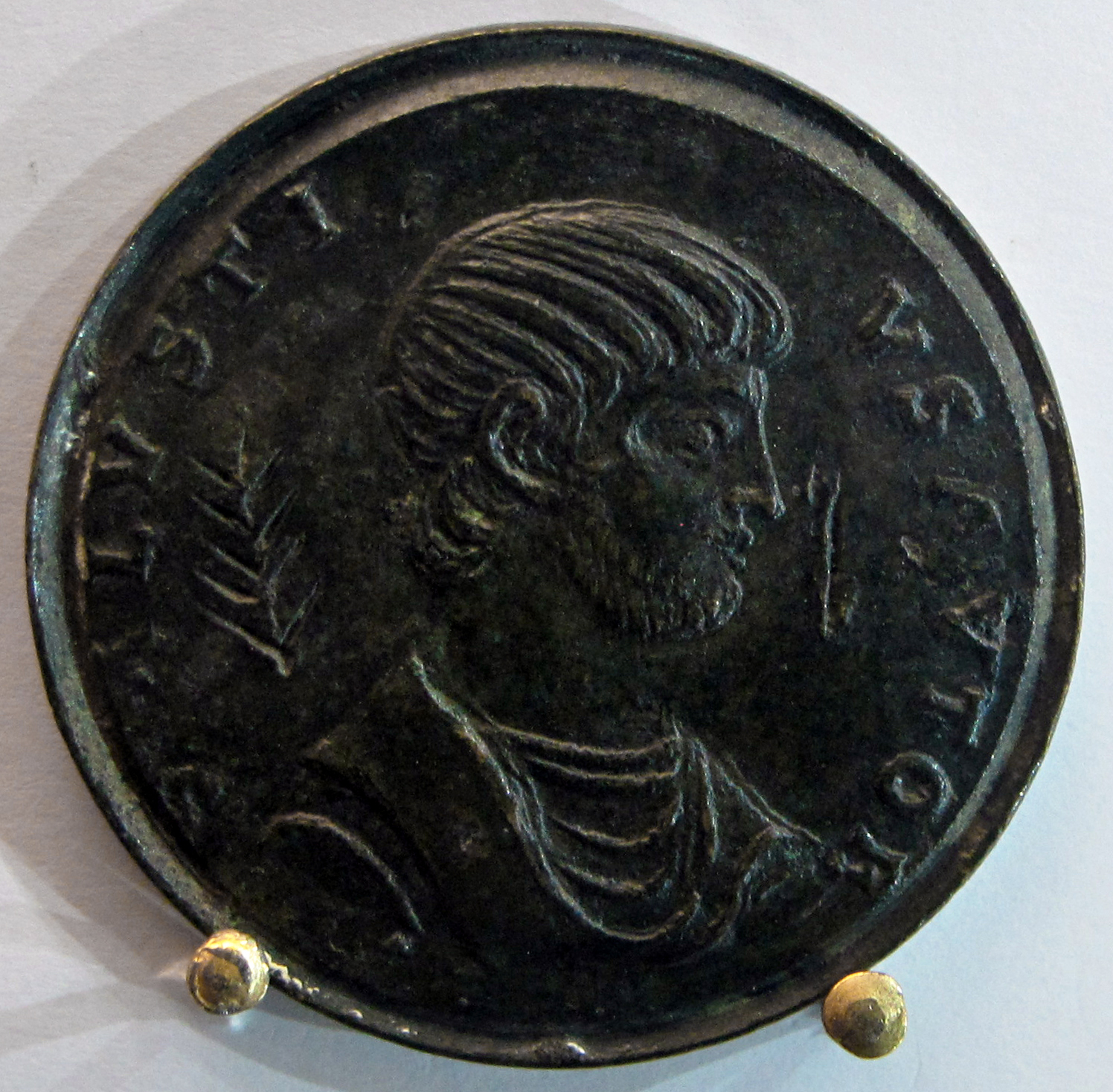
Sallust auf Medaillon aus dem Museo Archeologico Nazionale in Florenz

Gaius Sallustius Crispus (deutsch Sallust; * 1. Oktober 86 v. Chr. in Amiternum; † 13. Mai 35 oder 34 v. Chr. in Rom) war ein römischer Geschichtsschreiber und Politiker.

## Leben

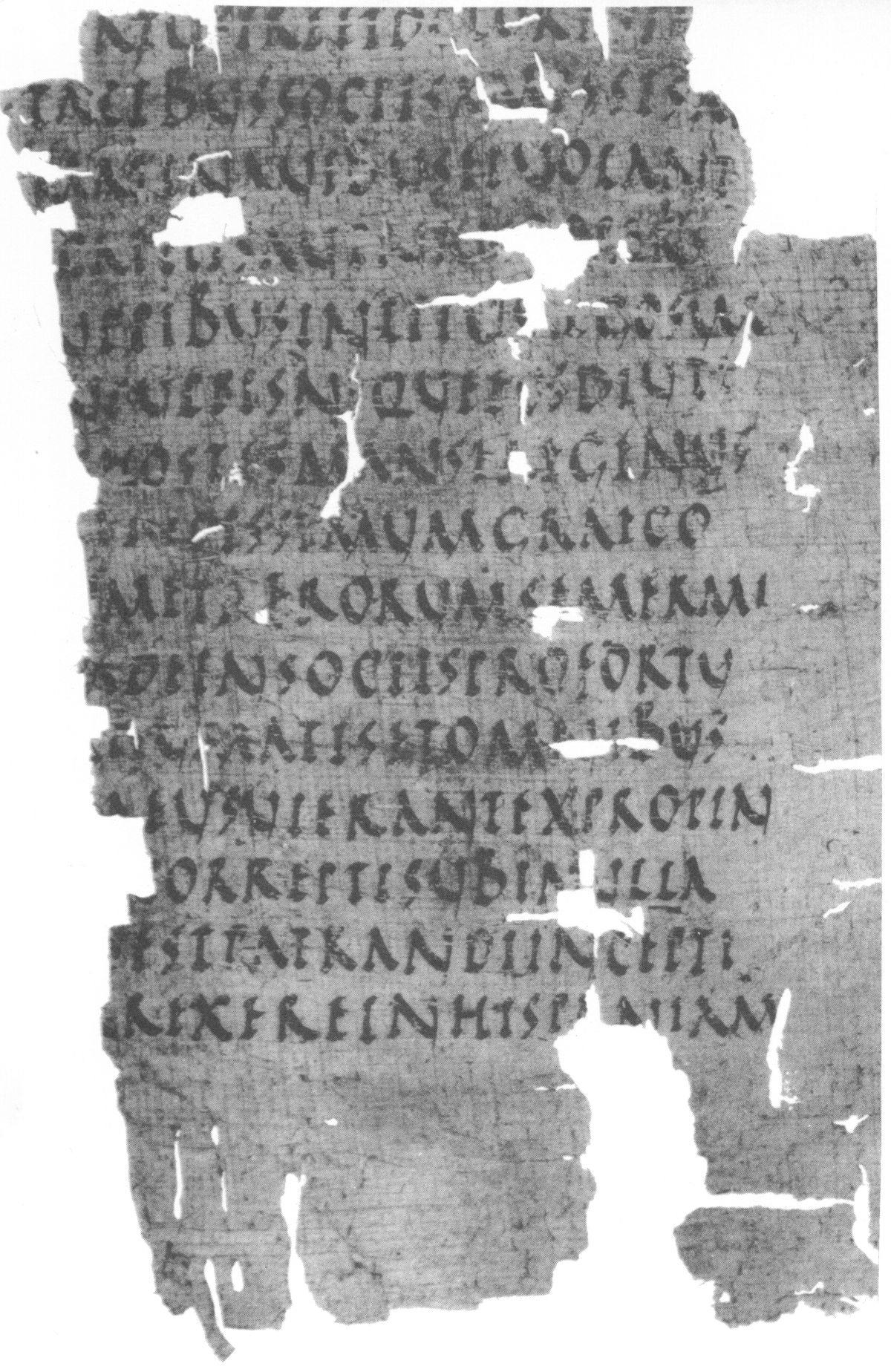
Ein Fragment der Historiae Sallusts in einem Papyrus des 2./3. Jahrhunderts. Manchester, John Rylands Library, Pap. 473

Sallust kam aus gutem Hause aus italischem Munizipaladel mit Ritterzensus und genoss eine solide Ausbildung. Bereits als junger Mann ging er nach Rom, um sich zu bilden und eine politische Laufbahn einzuschlagen. Über seine frühen Erfahrungen dort gibt Sallust im Proömium der Coniuratio Catilinae Auskunft: Wie die meisten zog es ihn in die Politik, wo er nach eigenem Bekennen mit vielen abstoßenden Dingen konfrontiert wurde:

„Denn statt Anstand, statt Selbstlosigkeit, statt Redlichkeit herrschten Frechheit, Bestechung und Habgier. Mochte ich mich in meinem Empfinden auch daran stoßen, da ich mit dem üblen Treiben nicht vertraut war, so war meine ungefestigte Jugend in einer derart lasterhaften Umgebung durch
den politischen Ehrgeiz doch einem verderblichen Einfluß ausgesetzt.“

Fraglich bleibt natürlich, welcher Wahrheitsgehalt derartigen Aussagen beizumessen ist, gerade unter Berücksichtigung seines weiteren Lebenslaufes: Im Jahr 55 oder 54 v. Chr. bekleidete er die Quästur und wurde anschließend, wie üblich, in den Senat aufgenommen. 52 v. Chr. wurde er zum Volkstribun gewählt und trat als Parteigänger Caesars gegen Cicero in Erscheinung. Sallust war als popularer Politiker ein erklärter Gegner der Optimaten, was seine Darstellung der Ereignisse erheblich beeinflusste.
Im Jahr 50 v. Chr. wurde Sallust durch den Censor Appius Claudius Pulcher aus dem Senat geworfen. Grund war vermutlich einerseits die Freundschaft zu Caesar, der sich zu dieser Zeit im Konflikt mit dem Senat befand, andererseits aber wohl auch moralisches Fehlverhalten. Ab 49 v. Chr. kämpfte er an der Seite Caesars im Bürgerkrieg gegen Pompeius, dessen negativ verzerrende Darstellung in seinem Geschichtswerk ihm später Pompeius Lenaeus zum Vorwurf machte. Er wurde, entweder durch nochmaliges Bekleiden der Quästur oder (wahrscheinlicher) als designierter Prätor für das Jahr 46 v. Chr., wieder in den Senat aufgenommen. 46 v. Chr. wurde Sallust nach Caesars Sieg in der Schlacht bei Thapsus erster Prokonsul (Statthalter) der neuen Provinz Africa Nova (Tunesien und Ostalgerien). Sein Amt soll er schamlos ausgenutzt und innerhalb kürzester Zeit große Reichtümer zusammengeraubt haben. Eine Klage wegen Ausbeutung im Amt gegen ihn konnte nur mit Hilfe Caesars abgewandt werden.
Von seinen Reichtümern kaufte Sallust nach seiner Rückkehr in Rom große Anwesen auf dem Mons Pincius (heute Monte Pincio) in der Nähe der Spanischen Treppe und der Via Sistina, die nach ihm benannten Horti Sallustiani. Die Anlage war so prächtig, dass dort später Kaiser residierten. Dorthin zog er sich nach Caesars Ermordung 44 v. Chr. zurück und widmete sich die letzten zehn Jahre seines Lebens der Schriftstellerei.

## Schriftstellerische Tätigkeit
Nach seinem Rückzug aus der Politik widmete sich Sallust der Geschichtsschreibung und führte sie im Lateinischen zu ihrem ersten Höhepunkt. An griechische Traditionen anknüpfend sah er die Geschichtsschreibung als Kunstwerk an. Für ihn war die chronologische Darstellung unwichtig, die annalistische Geschichtsschreibung beachtete er ebenso wenig wie sein griechisches Vorbild, denn Korrektheit war für ihn von größtem Belang. Er wollte die Ereignisse genauestens protokollieren, damit spätere Politiker daraus lernen könnten. Sein Augenmerk lag wie bei den meisten römischen Geschichtsschreibern auf Spannung und kunstvoller Gestaltung der Werke. Sein Vorbild war der griechische Geschichtsschreiber Thukydides, dessen pessimistisches Menschenbild er teilte, der ihm aber in Hinblick auf Genauigkeit und intellektuelle Durchdringung des Materials deutlich überlegen war.
Schon in der Antike wurde Sallust mitunter Verlogenheit vorgeworfen, da er sich bis 44 v. Chr. selbst schamlos bereichert und am politischen Intrigenspiel teilgenommen haben soll. Zumindest Letzteres hat Sallust selbst im Grunde nicht geleugnet.
Urteile über den sallustianischen Stil wurden bereits von antiken Autoren überliefert. So findet man bei Gellius das Lob, Sallust sei „vielleicht der gründlichste Meister der Kürze“ gewesen. Den Tadel, Sallusts Stil sei „verdorben durch die übertriebene Vorliebe für altertümliche Ausdrucksweise“, äußerte, wie Sueton bezeugt, der Gelehrte Gaius Asinius Pollio.
Diese beiden gegensätzlichen Charakterisierungen enthalten, was Sallusts Lesern gefiel oder missfiel: das Streben nach kurzem, aber wegen der Verkürzung oft nicht einfach zu verstehendem Wortlaut und die Vorliebe für Archaismen, durch welche das Mitgeteilte die von der Rhetorik empfohlene gravitas, den Klang des Altehrwürdigen und Erhabenen, erhalten sollte, der jedoch bei Sallust das Manierierte nicht immer vermeidet.
Typisch für Sallusts Ausdrucksweise sind z. B.:
- unliterarisch gewordene Deklinationsformen wie quoius und quoiusque statt cuius und cuiusque, aequom statt aequum
- die veraltete dunklere Vokalfärbung gewisser Wortbildungen wie der Superlativendung -issumus statt -issimus, der -nd-Formen wie fallundi statt fallendi, mancher Stammsilben wie vortere statt vertere
- bei den Verben die Verwendung des Kompositums statt des Verbum simplex und umgekehrt
- der häufige Gebrauch des historischen Infinitivs statt finiter Verbformen
- die Vorliebe – in Prosatexten – für die alternative Endung -ere statt -erunt bei der 3. Person Plural des Perfekts Aktiv (in Gedichten ist diese auch bei anderen Autoren fast die Regel)
- weitgehende Vermeidung der ausgewogenen Satzperiode und statt derer die Fortsetzung des Satzes mit einer anderen Konstruktion (Inkonzinnität)

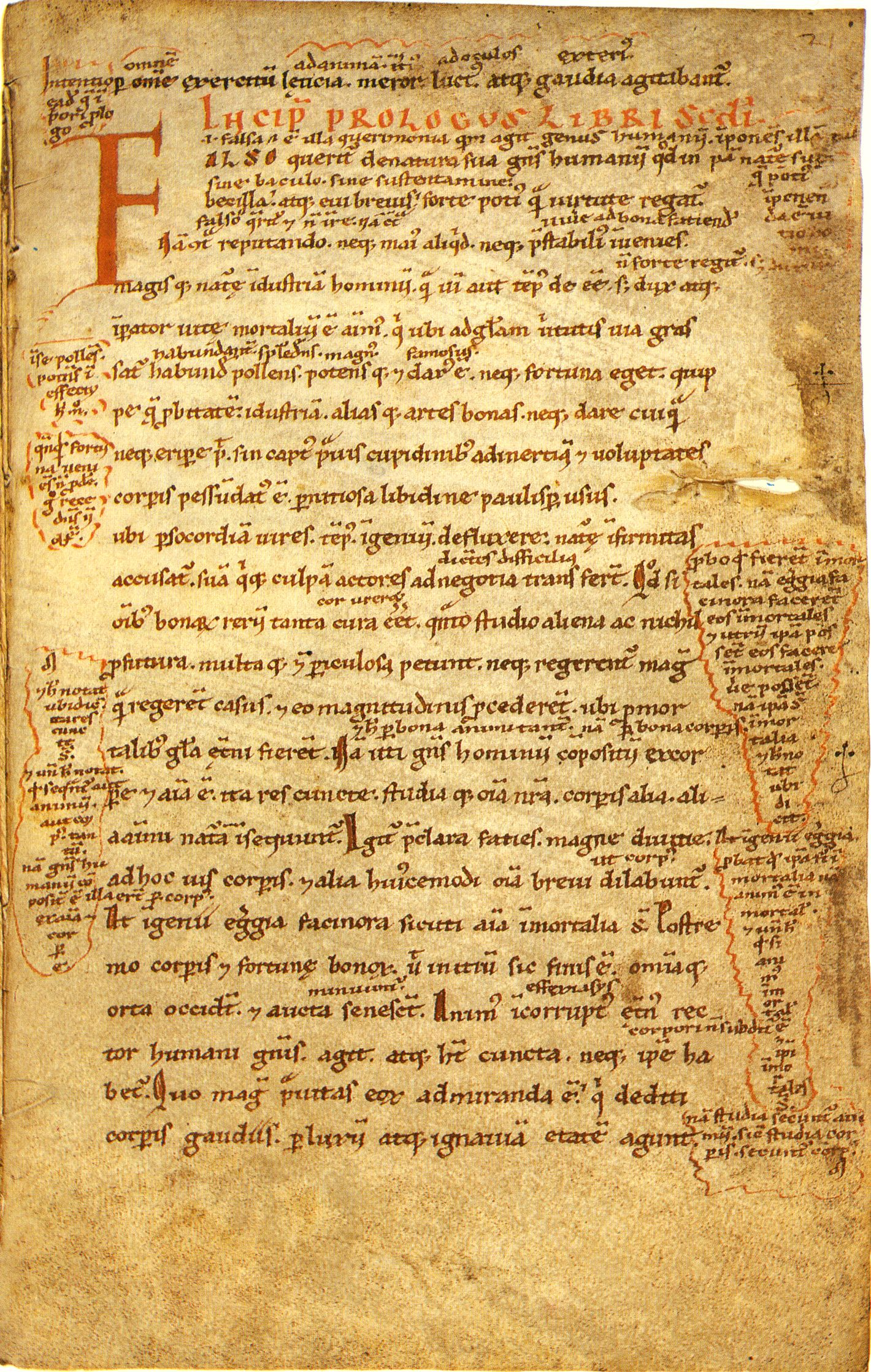
Der Anfang von Sallusts Bellum Iugurthinum mit Glossen in der Handschrift Rom, Biblioteca Apostolica Vaticana, Vaticanus Palatinus lat. 883, fol. 21r (12. Jahrhundert)

## Werke
1. De coniuratione Catilinae (Über die Verschwörung des Catilina)
2. De bello Iugurthino (Über den Krieg gegen Jugurtha)
3. Historiae (Geschichtsdarstellung der Jahre 78 bis 67 v. Chr. in fünf Büchern, erhalten sind nur wenige Fragmente, darunter einige Briefe und Reden.)

Appendix Sallustiana: Werke, die in den Handschriften direkt oder indirekt Sallust zugeschrieben werden, heutzutage aber teilweise von der Forschung in ihrer Authentizität bezweifelt werden:
1. Zwei Briefe an Caesar (aus den Jahren 50 bis 46 v. Chr.)
2. Invectiva in Ciceronem (= Invektive gegen Marcus Tullius Cicero: menschliche und politische Angriffe gegen diesen in Form einer Senatsrede)

## Textausgaben und Übersetzungen
Textkritische Ausgaben ohne Übersetzung
- C. Sallustius Crispus: Catilina, Iugurtha, Historiarum Fragmenta Selecta; Appendix Sallustiana. Hrsg. von L. D. Reynolds, Oxford Classical Texts, Oxford 1991, ISBN 978-0-19-814667-4.
- C. Sallustius Crispus: Catilina. Iugurtha. Fragmenta ampliora. Hrsg. von Alfons Kurfess, Bibliotheca Teubneriana, 3. Aufl., Berlin 1957, ISBN 978-3-598-71763-5.

Ausgaben mit Übersetzung
- Sallust: Werke. Lateinisch-deutsch. Übersetzt und herausgegeben von Wilhelm Schöne und Werner Eisenhut. Heimeran, München 1965 (mehrere Neudrucke, zuletzt Oldenbourg Akademieverlag, München 2011, ISBN 3-05-005402-6).
- Sallust: Werke. Lateinisch und deutsch. Eingel., übers. und komm. von Thorsten Burkard. Wissenschaftliche Buchgesellschaft, Darmstadt 2010, ISBN 978-3-534-18129-2.
- C. Sallustius Crispus: Bellum Iugurthinum/Der Krieg mit Jugurtha. Hrsg., übers. und komm. von Josef Lindauer. Artemis & Winkler, Düsseldorf/Zürich 2003, ISBN 3-7608-1374-7.
- C. Sallustius Crispus: Bellum Iugurthinum/Der Krieg mit Jugurtha. Hrsg. und übers. von Karl Büchner. Reclam, Stuttgart 1986, ISBN 978-3-15-000948-2.
- C. Sallustius Crispus: De coniuratione Catilinae/Die Verschwörung des Catilina. Lateinisch/Deutsch. Übersetzt und Herausgegeben von Karl Büchner. Reclam, Stuttgart 1986, ISBN 3-15-009428-3.
- Sallust: Historiae/Zeitgeschichte. Lateinisch/Deutsch. Übers. und hrsg. von Otto Leggewie, Stuttgart 1975, ISBN 3-15-009796-7.
- C. Sallustius Crispus: Zwei politische Briefe an Caesar. Hrsg. und übers. von Karl Büchner. Reclam, Stuttgart 1986, ISBN 978-3-15-007436-7.